# Eugène Moetbeek
Eugène Moetbeek (1906 - onbekend) was een Belgische atleet die gespecialiseerd was in de sprint. Hij nam eenmaal deel aan de Olympische Spelen en veroverde één Belgische titel.

## Biografie
Moetbeek was in 1922 en 1923 Belgisch kampioen bij de scholieren. In 1924 verbeterde hij samen met Eugène Langenraedt, Henri Cockuyt en Paul Brochart het Belgisch record op de 4 x 100 m. Hij nam dat jaar op de 100 m deel aan de Olympische Spelen van Parijs, waarin hij werd uitgeschakeld in de reeksen. Het jaar nadien werd Moetbeek Belgisch kampioen op de 200 m.

### Clubs
Moetbeek was sinds 1921 aangesloten bij FC Luik.

## Belgische kampioenschappen
| Onderdeel | Jaar |
| --------- | ---- |
| 200 m     | 1925 |

## Persoonlijke records
| Onderdeel | Prestatie      | Datum          | Plaats |
| --------- | -------------- | -------------- | ------ |
| 100 m     | 10,8 s         | 1924           |        |
| 200 m     |                |                |        |
| 300 m     | 37,6 s (ex-NR) | 3 oktober 1926 | Luik   |

## Palmares

### 100 m
- 1924:  BK AC
- 1924: 6e in reeks OS in Parijs
- 1925:  BK AC
- 1926:  BK AC
- 1927:  BK AC

### 200 m
- 1925:  BK AC – 23,2 s

### 4 x 100 m
- 1924: DNS OS in Parijs